# Сражение при Лайаццо
Сражение при Лайаццо (ит. Battaglia di Laiazzo) — морское сражение, произошедшее 27 мая 1294 года и приведшее к началу очередной войны между Венецианской и Генуэзской республиками.

## Предыстория
Ползучий конфликт между торговыми противниками — Венецией и Генуей, направленный, прежде всего, за контроль над проливами Дарданеллы и Босфор, а также за судоходство в Понте с его богатыми рынками Газарии, обострился в начале 90-х гг. 13 века.
В 1293 году четырнадцать больших галер или галеасов отплыли из Венеции, формально для сопровождения торгового конвоя, но вместо этого направились на Кипр и в Лимасоле ударили по генуэзской базе и повредили ее башню. Узнав об этих фактах, генуэзский флот, бывший в Чёрном море, после остановки в Константинополе, прошёл проливы и направился на Кипр. Во время плавания генуэзцы натолкнулись на венецианскую галеру с Кипра и захватили её. Столкновение стало неизбежно.

## Ход сражения
27 мая 1294 года перед рейдом Лайаццо (совр. Айас) 32 галеры венецианского флота под командованием Марко Базилио столкнулись с 17 галерами Генуи, бывшими под командованием Никколо Спинолы.
Генуэзцы, значительно уступавшие в численности, выполнили маневр infranellatura и приготовились принять атаку противника перед портом, прикрыв свой тыл. Затем атаковали венецианцы, медленно гребя, пытаясь разбить строй генуэзцев, в том числе используя брандеры. Генуэзцы сопротивлялись плотным строем, и венецианцы из-за сильного ветра не имели возможности таранить вражеские корабли.
Сражение продолжалось весь день и закончилось победой генуэзского флота, который захватил 25 галер и многочисленных пленных.
Согласно одним свидетельствам, среди пленных, захваченных генуэзцами, был и Марко Поло; однако, согласно другим, Поло был взят в плен в битве при Курцоле в 1298 году.
Несмотря на папские угрозы и попытки посредничества, в следующем году началась новая война между соперниками.